# منیر زغدود
منیر زغدود (عربی: منير ذيغدوود؛ زادهٔ ۱۸ نوامبر ۱۹۷۰) بازیکن سابق و مربی فوتبال اهل الجزایر است.
از باشگاه‌هایی که در آن بازی کرده‌است می‌توان به باشگاه فوتبال قسنطینه و باشگاه فوتبال اتحاد الجزایر اشاره کرد.
وی همچنین در تیم ملی فوتبال الجزایر بازی کرده‌است.